# ريتشارد هاميلتون (كرة سلة)
ريتشارد هاميلتون (بالإنجليزية: Richard Hamilton)‏ مواليد 14 فبراير 1978 في كوتسفيل، هو لاعب كرة سلة أمريكي سابق بدأ مسيرته الاحترافية في سنة 1999. يبلغ طوله 6 قدم 7 بوصة (2.0 م). اعتزل اللعب في 2013.

## فرق لعب لها
- واشنطن ويزاردز
- ديترويت بيستونز
- شيكاغو بولز

## الميداليات
| الميدالية | المسابقة                             |
| --------- | ------------------------------------ |
| ذهبية     | بطولة أمم الأمريكتين لكرة السلة 1999 |

## روابط خارجية
- ريتشارد هاميلتون على موقع إن بي أي (الإنجليزية)
- ريتشارد هاميلتون على موقع سبورتس رفرنس (الإنجليزية)
- ريتشارد هاميلتون على موقع كرة السلة الأوروبية.كوم (الإنجليزية)
- ريتشارد هاميلتون على موقع إي إس بي إن.كوم (الإنجليزية)
- ريتشارد هاميلتون على موقع كلية كرة السلة في سبورتس رفرنس.كوم (الإنجليزية)
- ريتشارد هاميلتون على موقع ريلجم (الإنجليزية)
- ريتشارد هاميلتون على موقع بروبوليرز (الإنجليزية)